# Dylan Walsh
Dylan Walsh (Los Angeles, 17 de novembro de 1963, é um ator estado-unidense, mais conhecido por interpretar o cirurgião plástico Sean McNamara no seriado Nip/Tuck e o Detetive Al Burns na série de TV Unforgettable.

## Filmografia
- Superman e Lois (série da Warner Bros (HBO Max) (2021, 2024) ... General Lane
- Unforgettable (2014) (série de TV) ... Detetive Al Burns
- Revenge (2013) (série de TV) ... Jason Prosser
- Drop Dead Diva (2012) (série de TV)  Lawrence Brand
- Secretariat (2010) ... Jack Tweedy II
- The Stepfather (2009) .... Stepfather/David Harris
- Just Add Water (2008) ... Ray Tuckby
- Law & Order: Special Victims Unit Episode Annihilated (2007) ... Malcolm Royce
- Lost Holiday: The Jim and Suzanne Shemwell Story (2007) ... Jim Shemwell
- A Casa do Lago (2006) .... Morgan
- Edmond (2005) .... Interrogator
- Antebody (2005) .... Jacob Ambro
- O Âncora - A lenda de Ron Burgundy (não-creditado) .... Phil
- Everwood (2003–2004) (série de TV) .. Carl Feeney
- Nip/Tuck (2003–2010) (série de TV) ... Dr. Sean McNamara
- The Lone Ranger (2003) (TV) ... Kansas City Haas
- More Than Meets the Eye: The Joan Brock Story (2003) (TV) ... Jim Brock
- Presidio Med (2002) (série de TV) ... Danny Gibson
- The Twilight Zone (2002) (série de TV) ... Adam
- Power Play (2002) ... Matt Nash
- Par 6 (2002) ... Mac Hegelman
- Jo (2002) (TV)
- Dívida de Sangue (2002) .... Detective John Waller
- Par 6 (2002) .... Mac Hegelman
- Power Play (2002) .... Matt Nash
- Fomos Heroís (2002) .... Capt. Robert Edwards
- Deadly Little Secrets (2001) ... Cole Chamberlain
- Jet Boy (2001) .... Boon Palmer
- Deadly Little Secrets (2001) .... Cole Chamberlain
- Terror em Alto-mar (1999) .... Aaron Carpenter
- Chapter Zero (1999) ... Adam Lazarus
- The Almost Perfect Bank Robbery (1998) (TV) ... Frank Syler
- Changing Habits (1997) ... Felix Shepherd
- Divided by Hate (1997) (TV) ... Louis Gibbs
- Brooklyn South (1997) (série de TV) ... Officer Jimmy Doyle
- Men (1997) .... Teo Morrison
- A vida é Uma Arte (1997) .... Felix Shepherd
- Eden (1996) .... Bill Kunen
- The Outer Limits ... Sgt. Eldritch
- Congo (1995) .... Dr. Peter Elliot
- Nobody's Fool (1994) .... Peter Sullivan
- Radio Inside (1994) .... Michael
- Nobody's Fool (1994) ... Peter Sullivan
- Fuga no Ártico (1993) .... Eric Desmond
- Telling Secrets (1993) (TV) ... Jesse Graham
- O Casamento de Betsy (1990) .... Jake Lovell
- Where the Heart Is (1990) .... Tom
- Loverboy-O Garoto de Programa (1989) (as Charles Hunter Walsh) .... Jory Talbot
- When We Were Young (1989) (TV) (as Charles Hunter Walsh) ... Lee Jameson
- Chameleons (1989) (TV) ... Stan
- Kate & Allie (série de TV) ... Ben